# 格拉斯哥大學紀念禮拜堂

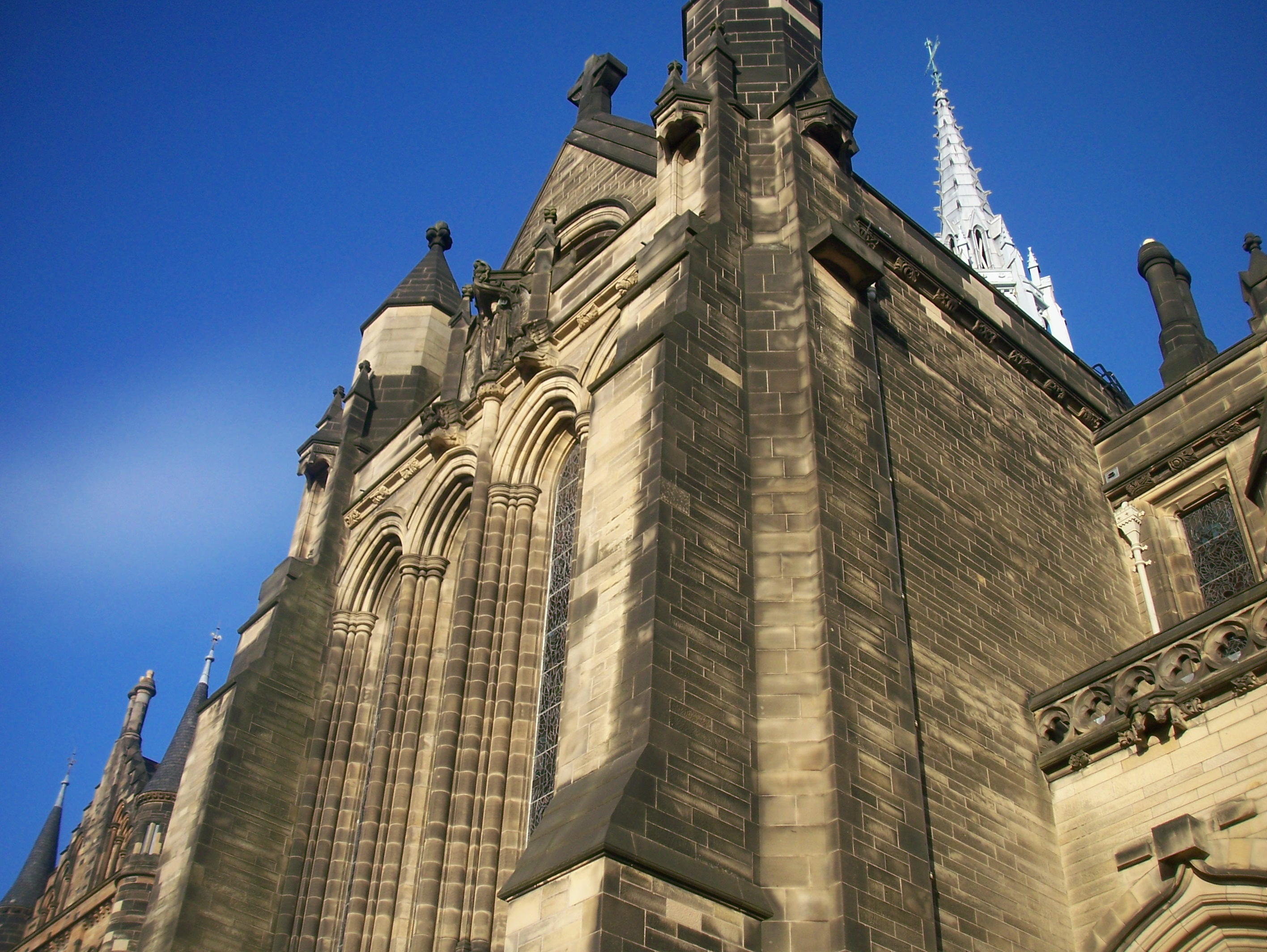
格拉斯哥大學禮拜堂

格拉斯哥大學紀念禮拜堂（University of Glasgow Memorial Chapel）是位於蘇格蘭格拉斯哥大學內的一座教堂，奉獻於1929年10月4日，目的是紀念在第一次世界大戰和第二次世界大戰中顯出生命的格拉斯哥大學校友。建築的設計者是約翰·伯內特爵士（Sir John Burnet）。教堂被列入A級建築加以保護。

## 外部連結
- A collection of images of the Chapel at The Glasgow Story （页面存档备份，存于）

55°52′18″N 4°17′23″W / 55.87157°N 4.28971°W